# بوریس شپیلفسکی
بوریس شپیلفسکی (روسی: Борис Шпилевский؛ زادهٔ ۲۰ اوت ۱۹۸۲) دوچرخه‌سوار اهل روسیه است.